# Uwe Proske
Uwe Proske (Löbau, 10 oktober 1961) is een Duits voormalig schermer.

## Carrière
Uwe Proske was de beste degenschermer in de DDR in de jaren 80. Op de Olympische Spelen van 1988 in Seoul eindigde hij als individu op de 34e plaats.
Na de hereniging maakte hij deel uit van het team dat in 1991 teambrons won op de wereldkampioenschappen schermen. In 1992 nam de schermer van SC Berlin deel aan zijn tweede Olympische Spelen in Barcelona. In de ploeg zaten Elmar Borrmann en Arnd Schmitt, twee schermers die in 1988 zilver hadden gewonnen met de ploeg van de Bondsrepubliek Duitsland. Vladimir Resnitstsjenko won brons met het Sovjet-team, alleen de Pool Robert Felisiak deed in 1988 niet mee. Deze selectie met schermers die in 1988 tot vier verschillende staten hadden behoord, won de finale tegen Hongarije in 1992.
Voor het winnen van de gouden medaille ontving hij op 23 juni 1993 het Zilveren Laurierblad.
In 2004 werd Uwe Proske verkozen tot voorzitter van de Berlijnse schermbond, en in 2007 werd hij in deze functie bevestigd. In 2006 werd hij ook verkozen tot expert-adviseur voor degen van de Duitse schermbond. Door deze ereposten probeert hij de schermsport te steunen.

## Resultaten

### Olympische Zomerspelen
| Jaar | Plaats    | Resultaten |
| ---- | --------- | ---------- |
| 1988 | Seoel     | 34e degen  |
| 1992 | Barcelona | degen team |

1908: Alibert, Berger, Collignon, Gravier, Lippmann, Olivier, Stern ·
1912: H. Anspach, P. Anspach, Hennet, Ochs, Salmon, Willems ·
1920: Allocchio, Bozza, Canova, Costantino, Marrazzi, A. Nadi, N. Nadi, Olivier, Thaon di Revel, Urbani ·
1924:  Buchard, Ducret, Gaudin, Labatut, Liottel, Lippmann, Tainturier ·
1928:  Agostoni, Basletta, M. Bertinetti, Cornaggia-Medici, Minoli, Riccardi ·
1932: Buchard, Cattiau, Jourdant, Piot, Schmetz, Tainturier ·
1936: Brusati, Cornaggia-Medici, E. Mangiarotti, Pezzana, Ragno, Riccardi ·
1948: Artigas, Desprets, Guérin, Huet, Lepage, Pécheux ·
1952: Battaglia, F. Bertinetti, Delfino, D. Mangiarotti, E. Mangiarotti, Pavesi ·
1956: Anglesio, F. Bertinetti, Delfino, E. Mangiarotti, Pavesi, Pellegrino ·
1960: Delfino, E. Mangiarotti, Marini, Pavesi, Pellegrino, Saccaro ·
1964: Bárány, Gábor, Kausz, Kulcsár, Nemere ·
1968: Fenyvesi, Kulcsár, Nagy, Nemere, P. Schmitt ·
1972: Erdős, Fenyvesi, Kulcsár, Osztrics, P. Schmitt ·
1976: Edling, Von Essen, Flodström, Högström, Jacobson ·
1980: Boisse, Gardas, Picot, Riboud, Salesse ·
1984: Borrmann, Fischer, Heer, Nickel, Pusch ·
1988: Delpla, Henry, Lenglet, Riboud, Srecki ·
1992: Borrmann, Felisiak, Proske, Resnitstsjenko, A. Schmitt ·
1996: Cuomo, Mazzoni, Randazzo ·
2000: Mazzoni, Milanoli, Randazzo, Rota ·
2004: Boisse, F. Jeannet, J. Jeannet, Obry ·
2008: F. Jeannet, J. Jeannet, Robeiri ·
2016: Borel, Grumier, Jérent, Lucenay ·
2020: Kano, Minobe, Yamada, Uyama ·
2024: Koch, Andrásfi, Siklósi, Nagy